# Evangelische Kirche Baumerlenbach

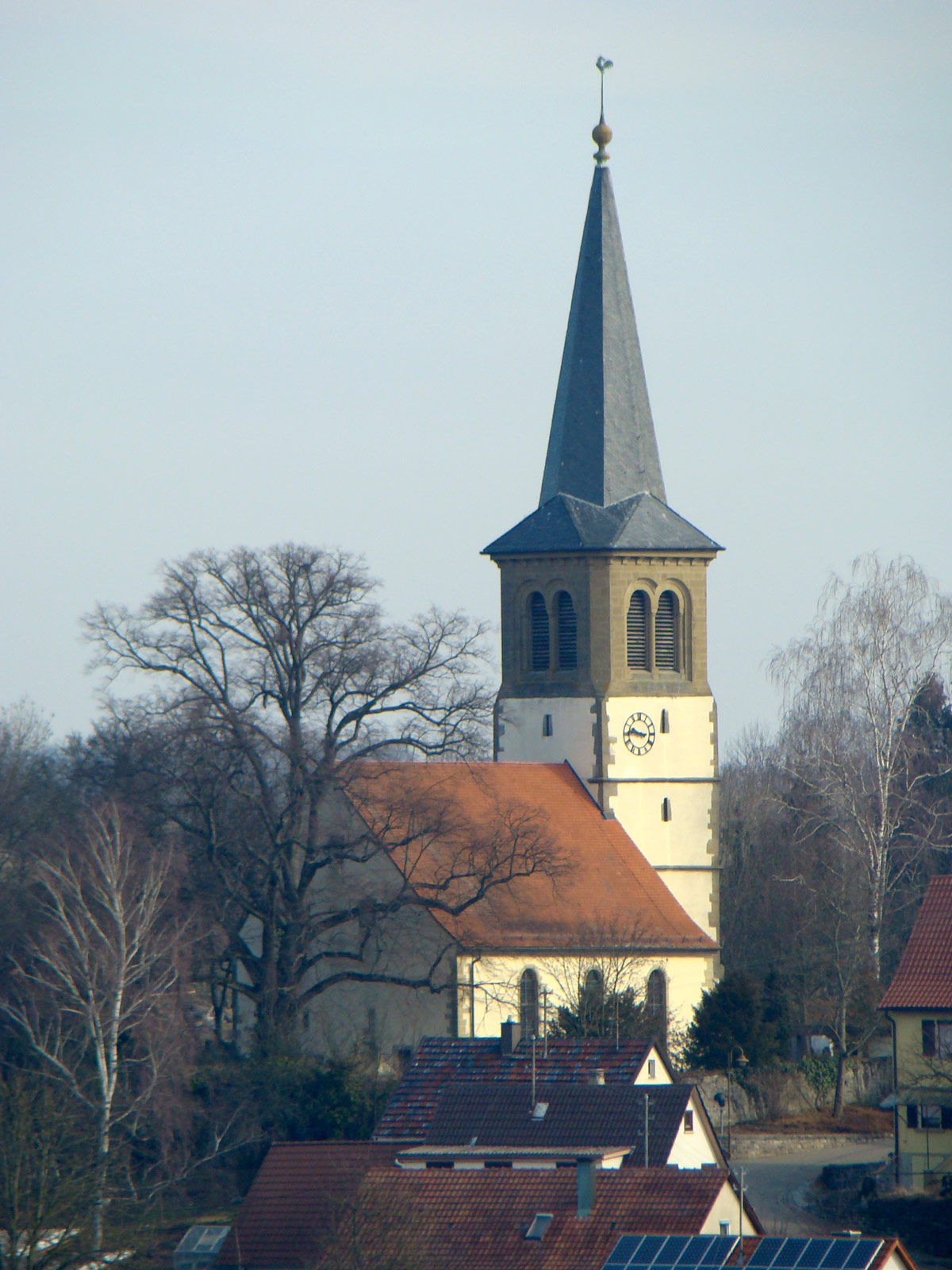
Evangelische Kirche in Baumerlenbach

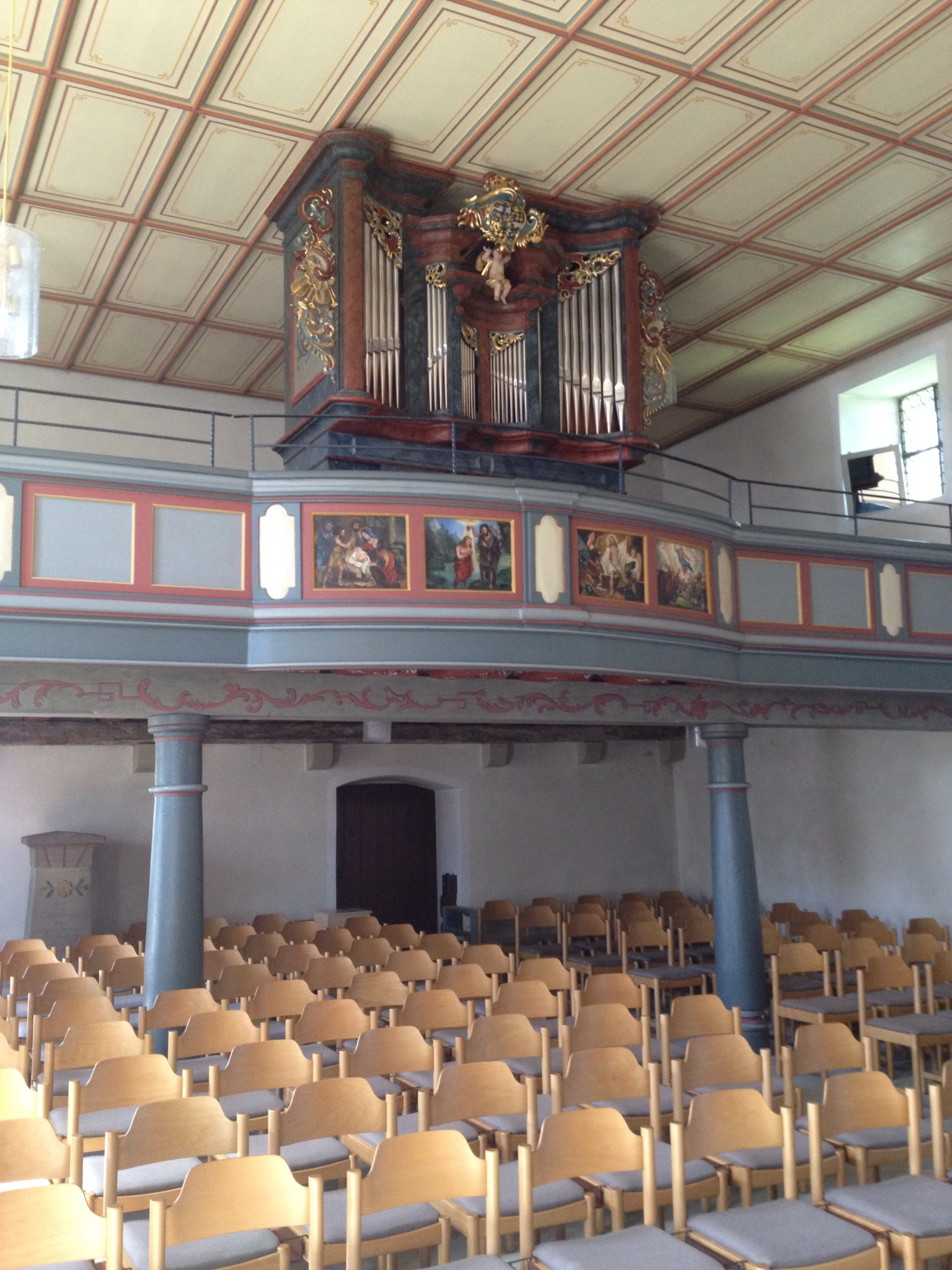
Blick zur Empore

Die Evangelische Kirche in Baumerlenbach, einem Stadtteil von Öhringen im Hohenlohekreis, gilt als die älteste Kirche des Kreises.

## Geschichte

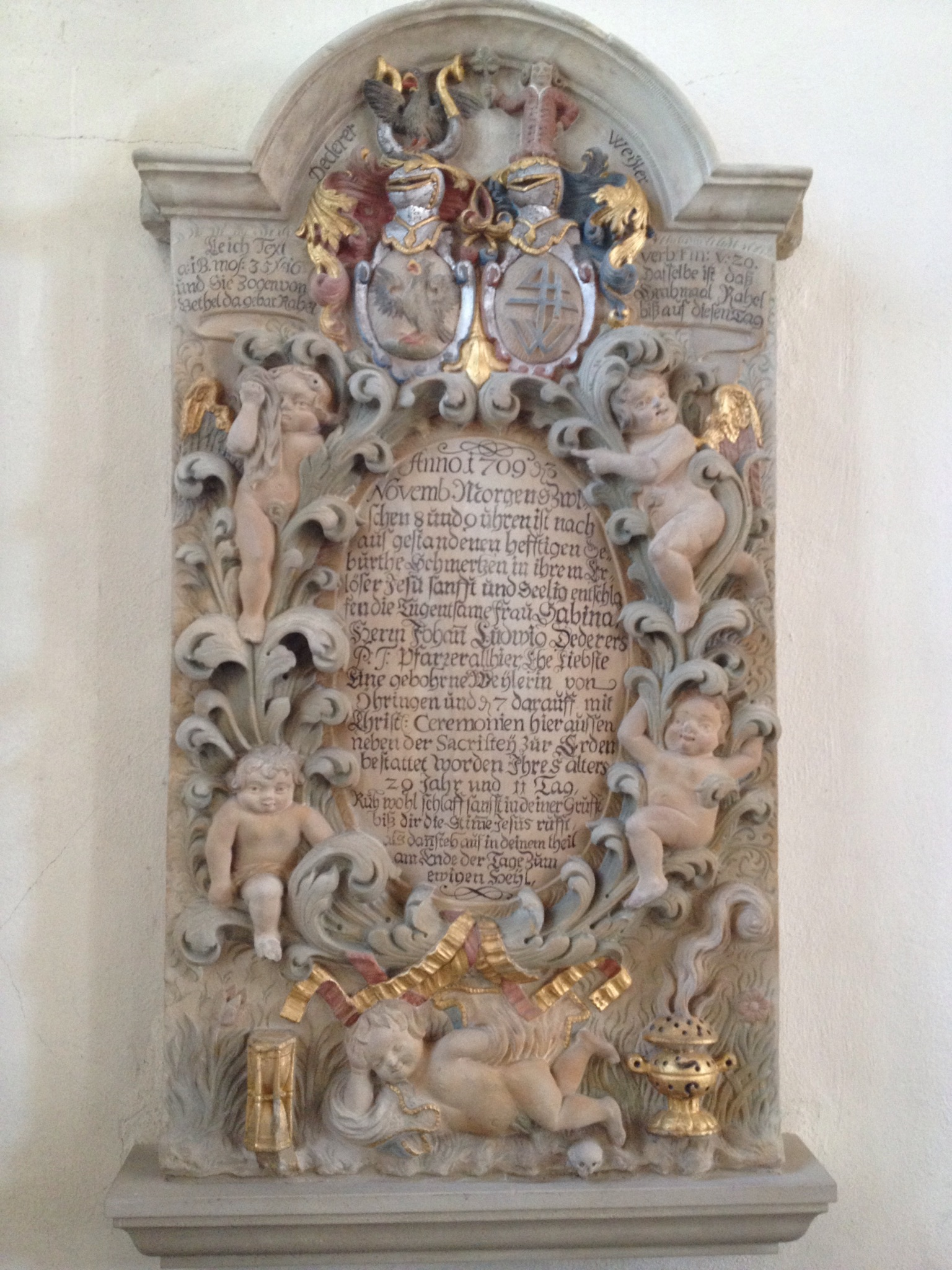
Dederer-Grabmal

Die Kirche in Baumerlenbach gilt als älteste Kirche des Hohenlohekreises und wurde wohl auf gaugräflichem Eigengut errichtet. Als Bauherrin gilt Hiltisnoot, die Schwester des Grafen Maorloch. 887 kam die Kirche, deren Patrozinium damals  Salvator  (der Erlösere) und  Maria die Mutter des Erlösers, waren, als Schenkung der Hiltisnoot an das Kloster Lorsch. In der Schenkungsurkunde wird auch ein monasterium (Kloster) erwähnt. Allerdings gibt es keine Nachweise für ein einstiges Kloster bei der Kirche, lediglich am nahen Steilhang des Kochertals im Gewann Nonnenstuhl weiß die Volkssage von einem ebenfalls nicht anderweitig nachgewiesenen Kloster zu berichten. Zur Kirche zählten einst die Filialgemeinden Möglingen und Wächlingen bzw. Ohrnberg.
Aus Lorscher Besitz kam die Kirche dann in den Besitz der Familie des Regensburger Bischofs Gebhard, der sie 1037 dem Stift Öhringen zu dessen Ausstattung schenkte. Das Patronatsrecht lag dann mehrere Jahrhunderte beim Stift Öhringen und kam im Zuge der Reformation im 16. Jahrhundert an den Neuensteiner Zweig des Hauses Hohenlohe.
Ihre heutige Gestalt erhielt die Kirche durch Umbau im Jahr 1732.

## Beschreibung
Die Kirche ist mit dem Turmchor nach Osten ausgerichtet. Im Westen des Langhauses ist eine einstöckige Empore eingezogen. Im Inneren der Kirche haben sich viele der historischen Ausstattungsteile erhalten, darunter eine schmuckvolle bemalte Kanzel mit Schalldeckel rechts vom Chorbogen sowie die Empore mit teilweise bemalten Brüstungsfeldern und der historischen Kirchenorgel. In der Kirche sind außerdem verschiedene Grabmale von Pfarrern und Pfarrersfrauen aufgestellt, darunter das besonders schmuckvolle Grabmal der 1709 im Kindbett gestorbenen Sabrina Dederer links vom Chorbogen.